# Мартін Кайонго-Мутумба
Мартін Кайонго-Мутумба (англ. Martin Kayongo-Mutumba) (нар. 15 червня 1985, Сульна) — угандійський футболіст шведського походження, півзахисник клубу АІК.
Насамперед відомий виступами за клуби АІК, «Інтер» (Турку), а також національну збірну Уганди.

## Клубна кар'єра
Народився 15 червня 1985 року в місті Сульна. Вихованець юнацьких команд футбольних клубів «Васалундс ІФ»  та АІК.
У дорослому футболі дебютував 2002 року виступами за команду клубу АІК, в якій провів один сезон, взявши участь лише у 9 матчах чемпіонату. 
Згодом з 2004 по 2008 рік грав у складі команд клубів «Кафе Опера», «Інтер» (Турку) та «Весбю Юнайтед».
Своєю грою за останню команду знову привернув увагу представників тренерського штабу клубу АІК, до складу якого повернувся 2009 року. Цього разу відіграв за команду з Стокгольма наступний сезон своєї ігрової кар'єри. Більшість часу, проведеного у складі клубу АІК, був основним гравцем команди.
2010 року уклав контракт з клубом «Відеотон», у складі якого провів наступні один рік своєї кар'єри гравця. 
До складу клубу АІК приєднався 2011 року. Наразі встиг відіграти за команду з Стокгольма 55 матчів в національному чемпіонаті.

## Виступи за збірну
2012 року відгукнувся на пропозицію захищати на рівні збірних кольори своєї історичної батьківщини і того ж року дебютував в офіційних матчах у складі національної збірної Уганди. Наразі провів у формі головної команди країни 2 матчі.

## Титули і досягнення
- Чемпіон Швеції (1):

АІК: 2009
- Володар Кубка Швеції (1):

АІК: 2009
- Володар Суперкубка Швеції (1):

АІК: 2010
- Володар Суперкубка Сінгапуру (1):

АІК: 2010